# مت کپلان
مت کپلان یک مجری رادیویی در ایالات متحده آمریکا است. او میزبان برنامه رادیوی سیاره‌ای است. این برنامه، گفتگو درباره اکتشاف فضایی است که انجمن سیاره‌ای تهیه‌کننده آن است.

## پیشینه کاری
مت کپلان از سن ۱۷ سالگی در زمینه‌های گوناگون خبرنگاری کار می‌کرده است. از گزارش‌گر سیاسی در پخش عمومی رادیو تا نقد فیلم در مجله بین‌المللی، و همچنین تهیه خبر از چند سری برنامه تلویزیونی ملی پیشرو در زمینه رایانه در کارنامه او هستند.
همچنین او برای ۳۰ سال مدیر فناوری و رسانه‌ای شبکه تلویزیونی محلی یک دانشگاه کوچک بوده است.

## زندگی شخصی
مت کپلان بیشتر عمر کاری خود را در لانگ بیچ، کالیفرنیا گذراند. او به همراه همسر، دو دختر، و یک نوه خود، هم‌اکنون در سن دیگو زندگی می‌کند.